# 菲利克斯·齊塞克迪
菲利克斯·安托万·齊塞克迪·齐隆博（發音：[feliks ɑ̃twan tʃisekedi tʃilombo]；1963年6月13日—）為剛果民主共和國總統，現任最大及歷史最悠久在野黨民主与社会进步联盟的領袖。齊塞克迪乃曾三度擔任扎伊爾共和國總理的艾蒂安·齊塞克迪的兒子，齊塞克迪亦成功為父親圓夢，擔任總統一職。

## 早年及教育
1963年6月13日，齊塞克迪生於金夏沙，母親為玛特，父親為曾在90年代擔任剛果總理的盧巴人艾蒂安·齊塞克迪。青年時期的齊塞克迪居於首都，小康家庭之下的他生活优渥。1980年代初期，其父親創立民主与社会进步联盟，公開反對獨裁者蒙博托·塞塞·塞科。居於剛果中部开赛區的齊塞克迪受牽連，被逼與父親軟禁，亦令齊塞克迪被逼停學。
1985年，蒙博托下令齊塞克迪及其母親和兄弟離開开赛。齊塞克迪前往比利時布魯塞爾，並在當地打散工和享受夜生活，並成為民主与社会进步联盟的活躍分子。

## 政治生涯
2008年尾，齊塞克迪獲任命為进步联盟的國家對外事務秘書。2011年11月，齊塞克迪代表东开赛省姆布吉马伊市當選成為國民議會議員，其以選舉舞弊為由拒絕就任，其議員資格也因「缺席」為由而被宣判無效。
2013年5月，其以不願意擱置政治生涯為由，拒絕擔任民主剛果獨立全國選舉委員會的報告員。獨立選委會的第17條指出委員會成員不可以是任何政治組織的成員。
2016年10月，齊塞克迪擔任进步联盟副秘書長。2017年2月1日，時任黨主席齊塞克迪父親離世。2018年3月31日，其獲選為黨主席，接替父親。同日，其獲提名為进步联盟的總統選舉候選人。
2019年1月10日，選委會宣布齊塞克迪擊敗另一反對派候選人馬丁·法尤盧和獲總統约瑟夫·卡比拉支持的伊曼纽尔·拉马扎尼·沙達利，當選成為剛果民主共和國總統。得票第二多的法尤盧拒絕承認落敗，批評選舉舞弊並挑戰選舉結果。1月19日，民主剛果憲法法院裁定敗訴，齊塞克迪正式成為候任總統。
2019年1月24日，菲利克斯·齊塞克迪宣誓就任总统。2021年2月，齊塞克迪成為非洲聯盟輪值主席。
齊塞克迪就任總統後，由於親卡比拉議員佔有國民議會過半數席位，齊塞克迪需要與親卡比拉陣營分享權力。齊塞克迪其後成功爭取到許多原屬親卡比拉陣營的國民議會議員的支持，親卡比拉議員變成少數。2021年初，齊塞克迪撤換身為卡比拉盟友的總理伊倫加，換上自己屬意的人選。